# Turnia nad Polaną
Turnia nad Polaną (słow. Veža nad Poľanou) – turnia o wysokości ok. 1866 m n.p.m. znajdująca się w Świstowej Grani w słowackiej części Tatr Wysokich. Od Skrajnej Świstowej Turni (najbardziej wysuniętej na północny zachód ze Świstowych Turni) oddzielona jest Przełęczą nad Polaną, a od Turni nad Kolebą siodłem Przełęczy nad Kolebą. W jej południowym zboczu znajduje się Haniaczykowy Przechód i Haniaczykowa Skała, które otrzymały swoje nazwy na pamiątkę jednego z jurgowskich juhasów wypasającego dawniej swoje owce w tych okolicach. Podobnie jak na inne obiekty w Świstowej Grani, na wierzchołek Turni nad Polaną nie prowadzą żadne znakowane szlaki turystyczne.
Nazwa Turni nad Polaną pochodzi od położonej poniżej Polany pod Wysoką. W starszej literaturze bywa ona błędnie zwana Turnią nad Kolebą. Inna nazwa turni to Średnia Turnia.
Turnia nad Polaną bywała najprawdopodobniej odwiedzana przez pasterzy i koziarzy jeszcze przed podanymi poniżej pierwszymi wejściami turystycznymi.

## Historia
Pierwsze wejścia turystyczne:
- Władysław Kulczyński junior, Mieczysław Świerz i Tadeusz Świerz, 6 sierpnia 1908 r. – letnie
- Konstanty Narkiewicz-Jodko, 7 marca 1931 r. – zimowe.